# Terraform (phần mềm)
Terraform là một công cụ cơ sở hạ tầng dưới dạng mã mã nguồn mở do HashiCorp phát triển. Người dùng khai báo và cung cấp cơ sở hạ tầng trung tâm dữ liệu bằng ngôn ngữ cấu hình mang tính khai báo gọi là HashiCorp Configuration Language (HCL) (Ngôn ngữ cấu hình HashiCorp), hoặc có thể lựa chọn JSON.

## Thiết kế
Terraform được sử dụng để quản lý các tài nguyên ngoại (external resources) (chẳng hạn như cơ sở hạ tầng đám mây chung, cơ sở hạ tầng đám mây riêng, các thiết bị mạng,các phần mềm dưới dạng dịch vụ và các nền tảng dưới dạng dịch vụ) với "các nhà cung cấp". HashiCorp hỗ trợ một số các nhà cung cấp chính thức, ngoài ra cũng có thể tích hợp với các nhà cung cấp do cộng đồng phát triển. Người dùng có thể tương tác với các nhà cung cấp của Terraform bằng cách khai báo các tài nguyên(resources)  hoặc bằng cách gọi các nguồn dữ liệu(data sources). Thay vì sử dụng các lệnh để quản lý các tài nguyên, Terraform sử dụng cấu hình mang tính khai báo để mô tả trạng thái cuối mà người dùng mong muốn. Khi người dùng chạy Terraform trên một tài nguyên nhất định, Terraform sẽ thay mặt người dùng thực hiện các hành động CRUD(tạo, đọc, sửa, xoá) để đạt được trạng thái mong muốn. Ngoài ra cơ sở hạ tầng dưới dạng mã có thể được viết dưới dạng mô-đun, nâng cao khả năng tái sử dụng và bảo trì của mã nguồn.
Terraform hỗ trợ một số nhà cung cấp cơ sở hạ tầng đám mây như Amazon Web Services, Microsoft Azure, IBM Cloud, Google Cloud Platform, DigitalOcean, Oracle Cloud Infrastructure, Yandex, VMware vSphere và OpenStack.
HashiCorp cũng hỗ trợ Terraform Registry nơi cộng đồng người dùng có thể đăng tải và chia sẽ các mô-đun và nhà cung cấp, ra mắt vào năm 2017. Vào năm 2019, Terraform cũng đã ra mắt thêm phiên bản trả phí có tên Terraform Enterprise cho các tổ chức hoặc doanh nghiệp lớn hơn.

Terraform có bốn lệnh chính:
```
$ 
terraform
 
init

$ 
terraform
 
plan

$ 
terraform
 
apply

$ 
terraform
 
destroy

```